# Le Capitaine Fracasse
Pour les articles homonymes, voir Fracasse.
Pour les autres significations, voir Capitaine Fracasse (série télévisée d'animation).
Le Capitaine Fracasse est un roman de cape et d'épée de Théophile Gautier, initialement paru en feuilleton dans la Revue nationale et étrangère du 25 décembre 1861 au 30 juin 1863, puis publié en volume chez Charpentier en novembre 1863. Cette œuvre fait la transition entre la tradition du roman picaresque d'origine espagnole et le roman d'aventure moderne.
Il a fait l'objet de nombreuses adaptations à la scène, à la télévision et au cinéma.

## Résumé
L'histoire se déroule entre 1637 et 1643 sous Louis XIII. Le baron de Sigognac, dernier héritier de l'illustre famille des Sigognac et jeune noble désargenté, vit reclus dans son manoir landais qui tombe en ruine. Un soir d'hiver, il tombe amoureux d'Isabelle, jeune actrice d’une troupe de comédiens égarés à qui il a offert l'hospitalité ; l'attirance est réciproque. Le lendemain, sur la proposition des voyageurs, Sigognac décide de les suivre dans leurs aventures. Après de nombreuses péripéties, le baron remplace sur les planches le Matamore, mort de froid lors d'une tempête de neige. Il prend alors le nom de scène de « Capitaine Fracasse ».
Après qu'Isabelle a refusé sa main pour ne pas ternir son nom, Sigognac doit lutter contre un rival, le duc de Vallombreuse. Le duc qui s'est vu renvoyer froidement par la jeune comédienne, femme de haute vertu, s'efforce d'écarter le baron qu'il considère comme le principal obstacle à son objectif. Les deux hommes se battent en duel et le duc est blessé au bras. Devant la difficulté à triompher de Sigognac, Vallombreuse ordonne à ses laquais de s'en charger. Après trois tentatives infructueuses, ils engagent un assassin réputé. Nouvel échec du tueur qui passe dans le camp du baron à la suite du combat.
En dernier recours, le duc fait enlever Isabelle. Il est presque mortellement blessé lors d'un nouveau duel avec Sigognac, venu avec ses camarades comédiens au secours de la belle. Le père du duc intervient à un moment critique pour son jeune fils, en reconnaissant en Isabelle la fille qu'il a eue avec une grande actrice. Le jeune Vallombreuse courtisait donc sa demi-sœur.
La condition d'Isabelle n'étant plus un obstacle, Vallombreuse étant passé d'amant sans scrupules à frère attentionné, le mariage peut enfin être célébré à l'initiative de ce dernier. Isabelle fait réparer en secret le castel délabré de Sigognac. De retour dans le castel remis à neuf, les jeunes époux peuvent couler des jours heureux. En voulant enterrer son vieux chat dans le jardin du château, le baron découvre le trésor enfoui par l'un de ses aïeux. La fortune des Sigognac peut perdurer.

## Analyse

Le blason des Sigognac : d'azur à trois cigognes d'or. Soutenu par la devise de la famille : Alta petunt.

L'œuvre est reçue par les critiques du temps comme « un pastiche de Scarron sous les couleurs du romantisme », un « Roman-album à l’usage des artistes, des amateurs d’estampes, des collecteurs d’Abraham Bosse et de Callot », (Sainte-Beuve), ou encore une « Illustration fantasque et riche de Scarron, très analogue aux contresens capricieux et charmants de Gustave Doré illustrant La Fontaine », (Émile Faguet). René Jasinski y voit, en revanche, une « sorte de contre-partie truculente, à la fois héroïque et bouffonne, prêtant aux péripéties mouvementées et aux scènes pittoresques » à Mademoiselle de Maupin, dont la genèse a été concomitante à celle du Capitaine Fracasse. De fait, la verve de Mademoiselle de Maupin se retrouve dans Le Capitaine Fracasse, qui reproduit le ton du XVIIe siècle, en pastichant le vieux français de Marie-Madeleine de Scudéry. Le seul « engouement pour tout ce qui était vieux, pittoresque et caractéristique » de Gautier ne suffit pas à expliquer la facture volontairement démodée et anachronique de l'œuvre ; pour Béatrice Didier, il s’agit, en réalité, d’une stratégie d’écriture visant à lui permettre de s’abstraire totalement de la réalité de son temps.

## Adaptations

### Cinéma
- 1909 : Le Capitaine Fracasse, film muet français réalisé par Victorin Jasset, avec Jean-Marie de L'Isle.
- 1909 : Le Capitaine Fracasse (Capitan Fracassa), court métrage muet italien réalisé par Ernesto Maria Pasquali.
- 1919 : Le Capitaine Fracasse (Capitan Fracassa), film muet italien réalisé par Mario Caserini, avec Franco Zeni.
- 1919 : L'avventura di Fracassa, film muet italien réalisé par Eugenio Testa, avec Arnaldo Arnaldi.
- 1929 : Le Capitaine Fracasse, film muet français réalisé par Alberto Cavalcanti, avec Pierre Blanchar.
- 1940 : Capitan Fracassa, film italien réalisé par Duilio Coletti, avec Giorgio Costantini.
- 1943 : Le Capitaine Fracasse, film français réalisé par Abel Gance, avec Fernand Gravey.
- 1961 : Le Capitaine Fracasse, film français réalisé par Pierre Gaspard-Huit, avec Jean Marais.
- 1990 : Le Voyage du capitaine Fracasse (Il viaggio di Capitan Fracassa), film franco-italien réalisé par Ettore Scola, avec Vincent Pérez.

### Télévision
- 1958 : Capitan Fracassa, mini-série italienne en 5 épisodes réalisée par Anton Giulio Majano, avec Arnoldo Foa.
- 1961 : Le Capitaine Fracasse, épisode de la série télévisée française Le Théâtre de la jeunesse réalisé par François Chatel, avec Bernard Woringer.
- 1968 : Le Théâtre de la jeunesse : Le Capitaine Fracasse réalisé par Philippe Joulia, avec Simon Eine.
- 1974 : Fracasse, téléfilm français réalisé par Raoul Sangla, avec Jean-Claude Drouot.
- 1984 : Le Capitaine Fracasse (Kapitan Fracasse), téléfilm en deux épisodes de Vladimir Saveliev, avec Oleg Menchikov.
- 1999 : Capitaine Fracasse, série d'animation française de 26 épisodes.
- 2000 : Fracasse, série d'animation française de 74 minutes réalisée par Philippe Vidal.

### Théâtre
- 1878 : Mise en scène de Catulle Mendès au Théâtre italien.
- 1896 : Mise en scène d’Émile Bergerat au théâtre de l’Odéon.
- 1965 : Mise en scène d’Ariane Mnouchkine, adaptation de Philippe Léotard, au théâtre Récamier.
- 1973 : Mise en scène de Serge Ganzl, mise en scène Marcel Maréchal à l’Odéon.
- 1987 : Mise en scène de Marcel Maréchal au théâtre national de Marseille.
- 2006 : Mise en scène de Michel Forgues, adaptation de Frédérique Gardye au Théâtre du Nouveau Monde.
- 2009 : Mise en scène de Thierry Debroux au Théâtre Royal du Parc.
- 2012 : Mise en scène de Soizic De La Chapelle à l’Université Lumière Lyon 2.
- 2014-2015 : Mise en scène de Bernard Gahide & Christophe Herrada, Compagnie Artaban[e].
- 2015 : Adaptation et Mise en scène de Nicolas Turon, Fracasse ou La Révolte des enfants des Vermiraux[f], Compagnie des Ô et Sarbacane Théâtre.
- 2017 : Mise en scène de Alexis Goslain au théâtre d’été de l’Abbaye de Villers.
- 2018 : Mise en scène d’Alberto Nason, La Bégude-de-Mazenc, "Le Capitaine Fracasse" (1re partie).
- 2019 : Mise en scène d’Alberto Nason, La Bégude-de-Mazenc, "Les Tracas du Capitaine Fracasse" (2e partie).
- 2021 : Mise en scène de Jean-Christophe Hembert au théâtre des Célestins à Lyon[g] ainsi qu’au château de Grignan en juillet et août.

### Bande dessinée
- Le Capitaine Fracasse, scénario de Mathieu Mariolle, dessins de Kyko Duarte, Delcourt, « coll. Ex-libris »

1. Volume 1, 2008  (ISBN 978-2-7560-1273-5)
2. Volume 2, 2009  (ISBN 978-2-7560-1325-1)
3. Volume 3, 2010  (ISBN 978-2-7560-1326-8)

- Le Capitaine Fracasse, scénario de Philippe Chanoinat et dessins de Bruno Marivain, Glénat Les Grands Classiques de la littérature en bande dessinée, 2016.

- Capitaine Fracas (titre original en italien Paperin Fracassa, en français : Donald Fracasse), scénario de Guido Martina, crayonné de Romano Scarpa, encrage de Giorgio Cavazzano, 1967. Parodie du roman avec Donald Duck en héros principal.

1. Partie 1 : (en) Base INDUCKS : I TL 584-A
2. Partie 2 : (en) Base INDUCKS : I TL 585-A